# Chiesa rupestre di San Michele
La chiesa rupestre di San Michele è un luogo di culto di Gravina, situata nell’antico rione Fondovico o Fondovito. Di remota fondazione, è interamente scavata nella roccia.

## Storia
La chiesa viene scavata in un unico ed enorme masso di tufo probabilmente tra l'VIII e il X secolo, annettendo anche altre piccole grotte nei pressi dell'aula principale. In una di queste, secondo la leggenda, si consumò l’eccidio dei gravinesi da parte dei Saraceni durante la terza incursione nel 999, evento ricordato da un'epigrafe posta sulla parete della stessa grotta. I teschi e ossa umane qui visibili, tuttavia, più probabilmente appartengono a cadaveri traslati qui nel corso del XVII-XVIII secolo.
I resti dei martiri gravinesi sono stati conservati nella chiesa fino alla fine del Novecento, quando sono stati trasferiti, insieme ai resti rinvenuti nella cripta di San Marco, una parte nell'ossario del cimitero comunale e altri nella chiesa di San Bartolomeo. È probabile, però, che, quando la chiesa-grotta fu sconsacrata, essa fu adibita a cimitero insieme alla cripta di san Marco e questo spiegherebbe l'enorme quantità di ossa rinvenute.
L’8 Maggio di ogni anno è luogo delle celebrazione della Festa di san Michele delle Grotte a ricordo della leggendaria apparizione di San Michele in una grotta di Monte Sant’Angelo. In questa occasione gli abitanti del quartiere addobbano le vie con i cosiddetti “balloni”.

## Descrizione
L'aula principale della chiesa è strutturata attorno a 14 pilastri naturali di forma quadrangolare, che dividono l'ambiente in cinque navate con 3 altari.
In una delle absidi sono visibili tracce di un antico affresco raffigurante il volto del Cristo Pantocratore tra san Paolo e san Michele. I tre altari risalgono invece al XVII-XVIII secolo e sono ornati da statue in pietra e gesso. Si conserva inoltre una tomba medievale ad arcosolio.